# Giuseppe Conte
Giuseppe Conte (Volturara Appula, 8 de agosto de 1964) es un jurista y profesor de Derecho italiano. Fue propuesto como presidente del Consejo de Ministros de Italia por Luigi Di Maio, del Movimiento Cinco Estrellas, y Matteo Salvini, de la Liga. Posteriormente, el 23 de mayo de 2018, el presidente Sergio Mattarella encargó a Conte formar gobierno sin éxito. El 28 de mayo, el presidente Mattarella le encargó un gobierno a Carlo Cottarelli. Cottarelli renunció al encargo el 31 de mayo, por lo que el presidente nuevamente designó a Conte como presidente del Consejo de Ministros, juró el cargo el 1 de junio de 2018. Su mandato apenas duró un año. El 20 de agosto de 2019, en mitad de la crisis de Gobierno que sufría el Ejecutivo italiano por la crisis migratoria y tras la moción de censura presentada por el vicepresidente y titular de Interior, Matteo Salvini, decidió dimitir. "La crisis en curso socava la acción de este Gobierno que se detiene aquí", aseguró. Presentó su dimisión como primer ministro el 26 de enero de 2021.

## Biografía
Nació en la pequeña localidad de Volturara Appula, situada en la provincia de Foggia, en la región de Apulia. Estudió Derecho en la Universidad de Roma La Sapienza, donde se graduó en 1988. En 1992 se mudó a los Estados Unidos para estudiar en la Escuela de Derecho Yale y en la Universidad Duquesne. También realizó estudios en la Universidad de la Sorbona en 2000 y en el Girton College de Cambridge en 2001.
Comenzó su carrera académica como profesor durante la década de 1990, enseñando en diversas instituciones, como la Universidad de Roma III, la Universidad LUMSA de Roma, la Universidad de Malta o la de Sassari. En la actualidad, es profesor de Derecho Privado en la Universidad de Florencia, así como en la LUISS romana. Desde el 18 de septiembre de 2013, Conte es también, por designio de la Cámara de Diputados, miembro del Consejo de la Presidencia de la justicia administrativa italiana.

## Carrera política
El 27 de febrero de 2018, Conte fue seleccionado por Luigi Di Maio, el líder del Movimiento 5 Estrellas (M5S), durante la campaña electoral de las elecciones generales italianas, como candidato futurible para ser el ministro de Administración Pública en su gabinete. Sin embargo, las elecciones dejaron un parlamento sin mayoría, con lo que el M5S se convirtió en el partido con el mayor número de votos y de escaños parlamentarios, mientras que la coalición de centroderecha de la Liga, dirigida por Matteo Salvini surgió como la principal fuerza política. La coalición de centroizquierda liderada por el ex primer ministro Matteo Renzi fue tercera en los comicios.
Tras varios días de rumores, el 9 de mayo, tanto Di Maio como Salvini pidieron oficialmente al presidente de la República, Sergio Mattarella, que les diera 24 horas más para firmar un acuerdo gubernamental entre las partes. Horas más tarde, Silvio Berlusconi anunció públicamente que Forza Italia no apoyaría ni daría su voto de confianza a un gobierno de la Liga-M5S, pero sí mantendría la coalición de centroderecha, abriendo así las puertas a un posible gobierno mayoritario entre las dos partes.
El 13 de mayo el M5S y la Liga llegaron a un acuerdo de principio sobre un programa gubernamental, lo que probablemente despejó el camino para la formación de una coalición gobernante, pero no pudieron ponerse de acuerdo sobre los miembros que compondrían el gabinete gubernamental, entre ellos el cargo principal de primer ministro. Los líderes de ambas formaciones volvieron a reunirse con Mattarella para buscar la fórmula de gobierno apropiada para el país. Ambos volvieron a pedirle al presidente una semana de plazo para seguir negociando y buscar la fórmula factible para formar gobierno.
El lunes 21 de mayo de 2018, Di Maio y Salvini propusieron a Giuseppe Conte para el papel de primer ministro en el próximo gobierno italiano. En la tarde del miércoles 23 de mayo, Mattarella le encargó la formación de un Gobierno.
La coalición de los dos partidos que llevaron al gobierno a Conte fue denominada «Gobierno del Cambio».
Según el politólogo Matteo Pucciarelli : "En el seno del Gobierno, el M5S se apoderó de ministerios con un fuerte peso socioeconómico, mientras que la Liga recogió aquellos con una dimensión simbólica e identitaria. [...] Pero la formación del Gobierno estuvo, desde el principio, sujeta a la supervisión del “Estado profundo” italiano: la presidencia de la República (Sergio Mattarella), el Banco de Italia, la Bolsa y, sobre todo, el Banco Central Europeo. Este garantiza que los ministerios que realmente importan en materia de economía (Finanzas y Asuntos Europeos) estén fuera del alcance de ambos partidos." El Presidente Sergio Mattarella utiliza su derecho de veto para impedir el nombramiento de ministros considerados desfavorables a las orientaciones de la Unión Europea (es el caso, en particular, de Paolo Savona, nombrado inicialmente para el Ministerio de Economía y sustituido finalmente por Giovanni Tria).
El 22 de octubre de 2018, Giuseppe Conte anunció que Italia no modificaría su proyecto de presupuesto para 2019 a pesar del incumplimiento de los criterios europeos de reducción de la deuda pública planteados por la Comisión Europea (exigía al país 4.000 millones de euros de ahorro, además de los 7.500 millones ya acordados). En diciembre de 2018, la Unión Europea justificó entonces la apertura de un procedimiento sancionador contra Italia por estos incumplimientos. Sin embargo, el déficit previsto para 2019 (2,4%) está en línea con los años anteriores (2,5% en 2016 y 2,3% en 2017). Finalmente, el gobierno italiano aceptó modificar su presupuesto retrasando la aplicación de medidas sociales. La ley presupuestaria de 2019 prevé un déficit público del 2,0% del PIB (frente al 2,4% inicial) y un crecimiento reducido al 1% (frente al 1,5% anterior). El gobierno promete también privatizaciones masivas a la Comisión Europea. Los activos a vender deberían ser principalmente inmobiliarios, ya que los gobiernos anteriores ya habían privatizado la mayoría de las empresas públicas.
Se adoptó una amnistía fiscal, medida defendida por la Lega, hasta un límite de 500.000 euros. También se decidió una rebaja fiscal para los pequeños empresarios y los autónomos. Posteriormente, debería afectar al conjunto del impuesto de sociedades, según un mecanismo de flat tax (un sistema fiscal con un tipo único), beneficiando principalmente a las rentas más altas.
El siguiente domingo 27 de mayo, Conte dimitió del cargo después haber tenido otro coloquio con Mattarella, el cual no aprobó uno de los miembros del gabinete propuestos por el jurista, o sea el profesor Paolo Savona como ministro de Economía.
El 20 de agosto de 2019, Conte anunció su dimisión como primer ministro italiano. Todo ello en mitad de una de las peores crisis políticas que vivía el país desde la década de 1990,[cita requerida] inmerso en el problema de la crisis migratoria, con el bloqueo del barco Open Arms en el puerto de Lampedusa, donde se veía imposibilitado por el ministerio del Interior dirigido por Matteo Salvini para que pudieran desembarcar todos los inmigrantes que acogía en tierra italiana, y con el proyecto regentado por los socios del Gobierno conformado por Liga, liderado también por Salvini, de presentar una moción de censura contra Conte.
En su segundo gobierno, Conte y el ejecutivo italiano tuvo que hacer frente a la pandemia del coronavirus, que tuvo en Italia su principal estallido en Europa, antes de propagarse al resto de países circundantes. Entre diciembre de 2020 y enero de 2021, surgieron discusiones dentro de la coalición de gobierno entre Conte y Matteo Renzi, ex primer ministro y líder de Italia Viva. Renzi pidió cambios radicales en los planes de recuperación económica del gobierno después de la pandemia del COVID-19, y también exigió que Conte cediera su mandato sobre la tarea de coordinación de los servicios secretos. Durante su conferencia de prensa de fin de año, Conte rechazó las solicitudes de Renzi, afirmando que todavía tenía una mayoría en el Parlamento.
El 13 de enero, Renzi anunció la renuncia de los dos ministros de Italia Viva, lo que desencadenó efectivamente el colapso del gobierno de Conte. Durante un Consejo de Ministros a altas horas de la noche, Conte atacó duramente a Renzi, afirmando que "Italia Viva ha asumido la seria responsabilidad de abrir una crisis de gobierno. Lamento sinceramente el considerable daño que se ha producido para nuestro país debido a una crisis de gobierno en medio de una pandemia. Si un partido obliga a sus ministros a renunciar, la gravedad de esta decisión no puede disminuir". Conte pronto fue respaldado por muchos miembros de su gabinete, como Dario Franceschini, Luigi Di Maio, Roberto Speranza, Stefano Patuanelli, Alfonso Bonafede, Vincenzo Spadafora y Riccardo Fraccaro. Al día siguiente, Conte asumió las funciones interinas de ministro de Agricultura y de Familia.
El 18 de enero de 2021, el gobierno obtuvo el voto de confianza en la Cámara de Diputados con 321 votos a favor, 259 en contra y 27 abstenciones. Al día siguiente, Conte ganaba también el voto de confianza en el Senado, con 156 votos a favor, 140 en contra y 16 abstenciones; sin embargo, a pesar de contar con el apoyo externo de dos miembros disidentes de Forza Italia y tres senadores vitalicios, el gobierno no pudo alcanzar la mayoría absoluta en la cámara alta. El 26 de enero, después de unos días de negociaciones inconclusas con senadores centristas e independientes, Conte dimitió como primer ministro.

## Obras publicadas
- Il volontariato. Libertà dei privati e mediazione giuridica dello Stato. Roma. 1996.
- La simulazione del matrimonio nella teoria del negozio giuridico. Padua. 1999.
- Le regole della solidarità. Iniziative non profit dei privati e mediazione dei pubblici poteri. Roma. 2001.
- Il danno non patrimoniale. Florencia. 2018.
- La formazione del contratto. Florencia. 2018.